# Gouvernement Verhofstadt II
Royaume de Belgique
Verhofstadt I Verhofstadt III
Le gouvernement Verhofstadt II est le gouvernement fédéral du royaume de Belgique entre le 11 juin 2003 et le 11 décembre 2007, durant la 51e législature de la Chambre des représentants.

## Historique du mandat
Dirigé par le Premier ministre libéral flamand sortant Guy Verhofstadt, ce gouvernement fédéral est constitué et soutenu par une « coalition violette » entre les Libéraux et démocrates flamands (VLD), le Parti socialiste (PS), le Mouvement réformateur (MR), le Parti socialiste différemment (sp.a) et Social, progressiste, international, régionaliste, totalement démocratique et prospectif (Spirit). Ensemble, ils disposent de 97 représentants sur 150, soit 64,6 % des sièges de la Chambre des représentants.
Il est formé à la suite des élections législatives fédérales du 18 mai 2003.
Il succède donc au gouvernement Verhofstadt I, constitué et soutenu par une « coalition Arc-en-ciel » réunissant les VLD, le PS, le sp.a, le Parti réformateur libéral (PRL) et Agalev. À peine 13 jours avant les élections, le parti Ecolo avait choisi de quitter la majorité parlementaire.
Au cours du scrutin, Ecolo perd les deux tiers de son groupe parlementaire et Agalev échoue à maintenir sa représentation parlementaire. Parallèlement, les autres partis de l'alliance alors au pouvoir connaissent une réelle progression : associé à Spirit, le sp.a devient ainsi le deuxième parti de Flandre. Dans leur ensemble, les partis socialistes accumulent 15 nouveaux sièges, contre huit pour les libéraux.
Alors qu'il est attendu que Verhofstadt soit immédiatement chargé de constituer le nouvel exécutif, le roi Albert II confie à Elio Di Rupo, président du PS et bourgmestre de Mons, une mission d'information le 21 mai. Après avoir rencontré les principaux responsables politiques et syndicaux du Royaume, il rend son rapport le 28 mai et préconise une « coalition violette » unissant les libéraux et les socialistes flamands et francophones.
Désigné le jour même formateur, Guy Verhofstadt présente le nouveau gouvernement fédéral de 14 ministres et six secrétaires d'État près de six semaines plus tard, le 11 juillet.
À la suite des élections régionales, communautaires et européennes de juin 2004, le Premier ministre est contraint d'opérer le 18 juillet suivant un ample remaniement ministériel qui voit l'arrivée de huit nouveaux membres du gouvernement fédéral et le départ, notamment, du chef de la diplomatie depuis juillet 1999 et pilier des libéraux francophones Louis Michel.
Lors des élections législatives fédérales du 10 juin 2007, la coalition violette perd un cinquième de sa représentation et ne compte plus que 75 représentants, soit l'exacte moitié de la Chambre. Ce recul s'accompagne de deux changements majeurs : en Wallonie, le Mouvement réformateur dépasse le Parti socialiste, qui perd pour la première fois depuis 1945 son statut de premier parti francophone ; en Flandre, l'alliance entre les Chrétiens-démocrates et flamands (CD&V) et l'Alliance néo-flamande (N-VA) dépasse les Libéraux et démocrates flamands après huit années cantonnés dans l'opposition.
Le chef de file de l'alliance CD&V/N-VA et ministre-président flamand Yves Leterme ne parvenant pas à réunir une majorité, le roi Albert II finit par demander à Verhofstadt, qui expédie les affaires courantes, de se maintenir au pouvoir afin de donner au Royaume un exécutif stable tout en laissant à Leterme le temps de constituer une coalition. Le gouvernement Verhofstadt III, qui rassemble les CD&V, les VLD, le MR, le PS, et le cdH, mais pas le sp.a qui décide de siéger dans l'opposition, entre alors en fonction le 21 décembre suivant, pour un mandat limité à 90 jours.

## Composition

### Initiale (11 juillet 2003)
- Les nouveaux ministres sont indiqués en gras, ceux ayant changé d'attributions en italique.

| Fonction | Titulaire | Titulaire                                                  | Parti  |
| --- | --------- | ---------------------------------------------------------- | ------ |
| Premier ministre |           | Guy Verhofstadt                                            | VLD    |
| Vice-Première ministre Ministre de la Justice |           | Laurette Onkelinx                                          | PS     |
| Vice-Premier ministre Ministre des Affaires étrangères |           | Louis Michel                                               | MR     |
| Vice-Premier ministre Ministre du Budget et des Entreprises publiques |           | Johan Vande Lanotte                                        | sp.a   |
| Vice-Premier ministre Ministre de l'Intérieur |           | Patrick Dewael                                             | VLD    |
| Ministre de l'Emploi et des Pensions |           | Frank Vandenbroucke                                        | sp.a   |
| Ministre de la Défense |           | André Flahaut                                              | PS     |
| Ministre de la Coopération pour le développement |           | Marc Verwilghen                                            | VLD    |
| Ministre des Finances |           | Didier Reynders                                            | MR     |
| Ministre des Affaires sociales et de la Santé |           | Rudy Demotte                                               | PS     |
| Ministre de l'Économie, de l'Énergie, du Commerce extérieur et de la Politique scientifique |           | Fientje Moerman                                            | VLD    |
| Ministre de la Mobilité et de l'Économie sociale |           | Bert Anciaux                                               | Spirit |
| Ministre de la Fonction publique, de l'Intégration sociale et de la Politique des grandes villes Ministre de la Fonction publique, de l'Intégration sociale, de la Politique des grandes villes et de l'Égalité des chances (14/11/2003) |           | Marie Arena                                                | PS     |
| Ministre de l'Agriculture et des Classes moyennes |           | Sabine Laruelle                                            | MR     |
| Ministre de l'Environnement, de la Protection des consommateurs et du Développement durable |           | Freya Van den Bossche                                      | sp.a   |
| Secrétaire d'État à l'Informatisation de l'État (adjoint à la ministre de l'Environnement) |           | Peter Vanvelthoven                                         | sp.a   |
| Secrétaire d'État aux Affaires européennes (adjoint au ministre des Affaires étrangères) |           | Jacques Simonet (jusqu'au 12/02/2004) Frédérique Ries      | MR     |
| Secrétaire d'État à la Modernisation des finances et à la Lutte contre la fraude fiscale (adjoint au ministre des Finances) |           | Hervé Jamar                                                | MR     |
| Secrétaire d'État à l'Organisation du travail et au Bien-être au travail (adjoint au ministre du Travail) |           | Anissa Temsamani (jusqu'au 25/09/2003) Kathleen Van Brempt | sp.a   |
| Secrétaire d'État à la Famille et aux Personnes handicapées (adjoint au ministre des Affaires sociales) |           | Isabelle Simonis                                           | PS     |
| Secrétaire d'État à la Simplification administrative (adjoint au Premier ministre) |           | Vincent Van Quickenborne                                   | VLD    |

### Remaniement du18 juillet 2004
- Les nouveaux ministres sont indiqués en gras, ceux ayant changé d'attributions en italique.

| Fonction | Titulaire | Titulaire                | Parti  |
| --- | --------- | ------------------------ | ------ |
| Premier ministre |           | Guy Verhofstadt          | VLD    |
| Vice-Première ministre Ministre de la Justice                                                                                 |           | Laurette Onkelinx        | PS     |
| Vice-Premier ministre Ministre des Finances                                                                                   |           | Didier Reynders          | MR     |
| Vice-Premier ministre Ministre du Budget et des Entreprises publiques                                                         |           | Johan Vande Lanotte      | sp.a   |
| Vice-Premier ministre Ministre de l'Intérieur                                                                                 |           | Patrick Dewael           | VLD    |
| Ministre de l'Emploi |           | Peter Vanvelthoven       | sp.a   |
| Ministre de la Défense |           | André Flahaut            | PS     |
| Ministre des Affaires étrangères                                                                                              |           | Karel De Gucht           | VLD    |
| Ministre de la Coopération pour le développement                                                                              |           | Armand De Decker         | MR     |
| Ministre des Affaires sociales et de la Santé                                                                                 |           | Rudy Demotte             | PS     |
| Ministre de l'Économie, de l'Énergie, du Commerce extérieur et de la Politique scientifique                                   |           | Marc Verwilghen          | VLD    |
| Ministre de la Mobilité |           | Renaat Landuyt           | sp.a   |
| Ministre de la Fonction publique, de l'Intégration sociale, de la Politique des grandes villes et de l'Égalité des chances    |           | Christian Dupont         | PS     |
| Ministre de l'Agriculture et des Classes moyennes                                                                             |           | Sabine Laruelle          | MR     |
| Ministre de l'Environnement et des Pensions                                                                                   |           | Bruno Tobback            | sp.a   |
| Secrétaire d'État à l'Informatisation de l'État (adjoint à la ministre de l'Environnement)                                    |           | Peter Vanvelthoven       | sp.a   |
| Secrétaire d'État aux Affaires européennes (adjoint au ministre des Affaires étrangères)                                      |           | Didier Donfut            | PS     |
| Secrétaire d'État à la Modernisation des finances et à la Lutte contre la fraude fiscale (adjoint au ministre des Finances)   |           | Hervé Jamar              | MR     |
| Secrétaire d'État au Développement durable et à l'Économie sociale (adjoint aux ministres du Budget et des Affaires sociales) |           | Els Van Weert            | Spirit |
| Secrétaire d'État à la Famille et aux Personnes handicapées (adjoint au ministre des Affaires sociales)                       |           | Gisèle Mandaila Malamba  | FDF    |
| Secrétaire d'État à la Simplification administrative (adjoint au Premier ministre)                                            |           | Vincent Van Quickenborne | VLD    |

### Remaniement du17 octobre 2005
- Les nouveaux ministres sont indiqués en gras, ceux ayant changé d'attributions en italique.

| Fonction | Titulaire | Titulaire                                                   | Parti  |
| --- | --------- | ----------------------------------------------------------- | ------ |
| Premier ministre |           | Guy Verhofstadt                                             | VLD    |
| Vice-Première ministre Ministre de la Justice                                                                                 |           | Laurette Onkelinx                                           | PS     |
| Vice-Premier ministre Ministre des Finances                                                                                   |           | Didier Reynders                                             | MR     |
| Vice-Premier ministre Ministre du Budget et des Entreprises publiques                                                         |           | Freya Van den Bossche                                       | sp.a   |
| Vice-Premier ministre Ministre de l'Intérieur                                                                                 |           | Patrick Dewael                                              | VLD    |
| Ministre de l'Emploi et de l'Informatisation de l'État                                                                        |           | Peter Vanvelthoven                                          | sp.a   |
| Ministre de la Défense |           | André Flahaut                                               | PS     |
| Ministre des Affaires étrangères                                                                                              |           | Karel De Gucht                                              | VLD    |
| Ministre de la Coopération pour le développement                                                                              |           | Armand De Decker (jusqu'au 12/07/2007) Sabine Laruelle a.i. | MR     |
| Ministre des Affaires sociales et de la Santé                                                                                 |           | Rudy Demotte (jusqu'au 20/07/2007) Didier Donfut a.i.       | PS     |
| Ministre de l'Économie, de l'Énergie, du Commerce extérieur et de la Politique scientifique                                   |           | Marc Verwilghen                                             | VLD    |
| Ministre de la Mobilité |           | Renaat Landuyt                                              | sp.a   |
| Ministre de la Fonction publique, de l'Intégration sociale, de la Politique des grandes villes et de l'Égalité des chances    |           | Christian Dupont                                            | PS     |
| Ministre de l'Agriculture et des Classes moyennes                                                                             |           | Sabine Laruelle                                             | MR     |
| Ministre de l'Environnement et des Pensions                                                                                   |           | Bruno Tobback                                               | sp.a   |
| Secrétaire d'État aux Entreprises publiques (adjoint à la ministre du Budget)                                                 |           | Bruno Tuybens                                               | sp.a   |
| Secrétaire d'État aux Affaires européennes (adjoint au ministre des Affaires étrangères)                                      |           | Didier Donfut                                               | PS     |
| Secrétaire d'État à la Modernisation des finances et à la Lutte contre la fraude fiscale (adjoint au ministre des Finances)   |           | Hervé Jamar                                                 | MR     |
| Secrétaire d'État au Développement durable et à l'Économie sociale (adjoint aux ministres du Budget et des Affaires sociales) |           | Els Van Weert                                               | Spirit |
| Secrétaire d'État à la Famille et aux Personnes handicapées (adjoint au ministre des Affaires sociales)                       |           | Gisèle Mandaila Malamba                                     | FDF    |
| Secrétaire d'État à la Simplification administrative (adjoint au Premier ministre)                                            |           | Vincent Van Quickenborne                                    | VLD    |